# Jovanka Broz
Jovanka Broz (serbio cirílico: Јованка Будисављевић Броз, 7 de diciembre de 1924-20 de octubre de 2013) (nacida Budisavljević) fue la primera dama de Yugoslavia y viuda del líder yugoslavo Josip Broz Tito. Estuvieron casados desde 1952 hasta la muerte de él, en 1980. Tras la muerte de su marido, todas sus propiedades fueron confiscadas y ella se mudó a una villa propiedad del Estado, donde al parecer vivió bajo arresto domiciliario virtual. Tenía el grado de teniente coronel en el Ejército Popular Yugoslavo. Era de etnia serbia.

## Biografía
Jovanka Budisavljević nació el 7 de diciembre de 1924, en el seno de una familia de etnia serbia de Milica  Svilar y Milan «Mićo» Budisavljević, en Pećane, cerca de Udbina, en las regiones históricas de Krbava y Lika de Croacia, que entonces formaban parte del Reino de los Serbios, Croatas y Eslovenos. En abril de 1941, cuando Segunda Guerra Mundial comenzó en Yugoslavia, la familia Budisavljević se vio obligada a huir del violento sentimiento anti-serbio Ustaše régimen del Estado Independiente de Croacia, que tenía como objetivo un tercio de los prečani serbios para la conversión forzosa al Catolicismo, otro tercio para la expulsión y el tercio final para el exterminio. La casa de la familia fue finalmente incendiada por las tropas Ustaše. Se unió a los partisanos yugoslavos poco después, a la edad de 17 años.
El antiguo JNA El general Marjan Kranjc afirma que Jovanka fue asignada al Mariscal ya en 1945 como parte del personal que controlaba su alimentación y limpieza general con el fin de prevenir enfermedades. Tras la muerte del gran amor de Tito Davorjanka Paunović, cuya tumba se encuentra en el recinto real de Dedinje, en 1946, Jovanka se convirtió en su secretaria personal, según Kranjc. «De este modo pasó a formar parte del anillo de seguridad más íntimo en torno a Tito y tuvo que firmar un acuerdo secreto de cooperación con el Servicio de Seguridad del Estado (SDB), que era la ley» - dice Kranjc.
Milovan Đilas, uno de los principales miembros e ideólogos del movimiento revolucionario comunista, y posterior disidente, ofrece más detalles sobre Jovanka durante este periodo en Druženje s Titom (Amistad con Tito). Según él, la relación con Tito fue extremadamente difícil para ella:
Nunca aparecía fuera de la compañía de Tito. La veíamos muchas veces mientras vigilaba durante horas en un pasillo 'mientras celebramos una reunión nocturna dentro, para asegurarse de que está disponible si Tito necesita algo mientras se va a dormir. Por eso, la ira y la falta de confianza que estaba recibiendo de otros sirvientes era casi inevitable. Según lo que se ofrecía]' los motivos de su cercanía a Tito podrían haberse explicado de infinitas maneras, ninguna de las cuales mostraría su carácter bajo una buena luz: escalada profesional, engatusamiento, maliciosa extravagancia femenina, explotación de la soledad de Tito...
Para ella, Tito era una deidad de la guerra y del partido comunista por la que todos debían sacrificar todo lo que tenían. Era una mujer en pleno proceso de comprender a Tito como hombre, al tiempo que se enamoraba de él cada vez más y con mayor devoción. Estaba resignada a consumirse o desvanecerse, desconocida y no reconocida si era necesario, junto al hombre divino con el que soñaba y al que sólo podía pertenecer ahora que él la había elegido a ella.
La fecha exacta de su matrimonio también es objeto de debate. La ceremonia secreta tuvo lugar en 1951 o en abril de 1952, pero el lugar tampoco está claro. Algunas fuentes afirman que tuvo lugar en la villa Dunavka de Ilok, mientras que otras mencionan el municipio belgradense de Čukarica como lugar.

## Distinciones honoríficas
- Dama Gran Cruz de la Orden Nacional del Mérito (República Francesa, 08/05/1956).[10]
- Dama Gran Cruz de la Orden de la Corona (Reino de los Países Bajos, 22/10/1970).[11]
- Medalla conmemorativa del 2500 Aniversario del Imperio de Irán (Imperio de Irán, 14/10/1971).[12][13]
- Miembro de Primera Clase de la Orden de los Tres Divinos Poderes (Reino de Nepal, 02/02/1974).[14]